# Zec de la Rivière-Matane
Pour les articles homonymes, voir Matane (homonymie).
La Zec de la Rivière-Matane est une zone d'exploitation contrôlée (zec) située dans le territoire non organisé de Rivière-Bonjour (Réserve faunique de Matane), dans la municipalité de Saint-René-de-Matane et dans la ville de Matane (ville), dans la municipalité régionale de comté (MRC) La Matanie, dans la région administrative du Bas-Saint-Laurent, au Québec, au Canada.
La zec est administrée par la Société de gestion de la Rivière-Matane qui est un organisme à but non lucratif.

## Géographie
Lac Matane
Situé dans le canton Cuoq, et d'une longueur de 6 km (dans l'axe nord-sud), le lac Matane est le principal lac de tête de la rivière Matane. En amont, on y retrouve de plus petits lacs: Leclercq, Lebreux et le lac de la Tête. Les ruisseaux aux Perdrix et Donetgay (prenant sa source au pied du Mont Fernand-Fafard) alimentent ces derniers lacs.
Rivière Matane
La rivière Bonjour coulant vers le Sud-ouest rejoint l'exutoire du lac Matane, où débute la rivière Matane. Cette dernière coule à priori vers le sud-ouest, sur 23 km, comme si elle était la continuité de la rivière Bonjour. Puis le parcours de la rivière bifurque vers l'ouest, pour descendre environ 45 km jusqu'à son embouchure, en recueillant les eaux de :
- côté nord : des ruisseaux des Pitounes, Duvivier, Pénomect, Jean, Petite rivière Matane et Gagnon;
- côté sud : des ruisseaux "À la Truite", Chandler, Simoneau, Tamagodi, Johnson et Petchedetz (rivière).

La rivière Matane coule dans les cantons Cuoq, Matane et Tessier. Le parcours de la rivière passe dans (ou près) des hameaux ou villages de: La John, Rivière-Matane, Village-à-Dancause, Le Renversé, Saint-René-de-Matane, Ruisseau Gagnon, La Ferme-Jeunesse, La Baie-des-Frissons, Mont Castor, Grand-Détour et Saint-Jérôme-de-Matane.
La route 195 longe sur 31,1 km la rivière Matane (côté nord). En amont du hameau "Rivière-Matane", le chemin de la réserve faunique permet de remonter la rivière Matane et la rivière Bonjour.
En fin de parcours, la rivière rencontre le barrage Mathieu-D'Amours, puis les rapides "De la Roche à Camel", situés à Saint-Jérôme-de-Matane, tout près de la ville de Matane (ville).

## Pêche aux saumons
La rivière Matane comporte 81 fosses à saumons entre l'embouchure de la rivière Duvivier (un affluent) et la ville de Matane. La montaison des saumons est régulière surtout grâce à une importante passe migratoire aménagée au barrage Mathieu-d'Amour. La ville de Matane est privilégiée de compter deux fosses à saumon dans son territoire urbain, soit en aval du barrage.
La faune saumonière fait habituellement une halte à la fosse no. 2, avant de migrer vers les secteurs amont de la rivière, habituellement en attente des conditions favorables de débit et de température. La forme et la position stratégique de la fosse no. 2 guide les saumons vers l'entrée de la passe migratoire du barrage. Les crues exceptionnelles des dernières décennies, particulièrement celle de 2007, ont contribué au dépôt de sédiments qui ont rempli ces deux fosses du centre-ville. En sus, les aménagements sur la rivière se sont dégradés.
Sur la rivière Matane, les pêcheurs peuvent taquiner les saumons sans réservation ou participation à un tirage au sort. La zec requiert seulement le permis provincial de pêche au saumon et le droit d'accès quotidien pour la Rivière Matane. La zec n'applique pas de contingentement de poissons ni de limite de pêcheurs. Seule la pêche au saumon à la mouche avec soies et avançons flottants est permise sur la rivière Matane. La capture de toute autre espèce doit être remise à l'eau. La pêche se pratique uniquement à gué. Pratiquement toutes les fosses sont facilement accessibles. En 2014, la pêche est strictement interdite dans la partie amont de la fosse # 57 "Cap-Seize".
Au poste d'accueil (téléphone: 418-562-7006), la Société de gestion de la rivière Matane offre un service de location d'équipement de pêche à la mouche, notamment: canne à moucher, bottes-culottes, soie, bas de ligne, veste de pêche et lunettes. En sus, la zec offre des forfaits de Rivière-École pour la pêche au saumon avec des moniteurs qualifiés désignés par la Sogerm.

## Toponymie
Le toponyme de la zec est directement dérivé du nom de la rivière du même nom.
Le toponyme "Zec de la Rivière-Matane" a été officialisé le 5 mars 1993 à la Banque des noms de lieux de la Commission de toponymie du Québec.